# Michal Šulla
Michal Šulla (* 15. června 1991, Myjava) je slovenský fotbalový brankář a bývalý reprezentant, od září 2024 hráč slovenského týmu FK Inter Bratislava.

## Klubová kariéra

### FK Senica (+ hostování)
Je odchovancem klubu FK Senica. Před sezonou 2009/10 se propracoval do prvního týmu, kde však zpočátku vykonával pouze pozici třetího brankáře, a proto odešel kvůli většímu hernímu vytížení na hostování do celku MFK Vrbové tehdy působícího ve třetí nejvyšší soutěži. V létě 2012 se vrátil do Senice a v průběhu podzimní části ročníku 2012/13 kryl až do svého odchodu do Myjavy společně s Jánem Malcem záda Milanu Švengrovi.
Svůj ligový debut v dresu "áčka" si odbyl pod trenérem Vladimírem Koníkem ve 24. kole nejvyšší soutěže hraném 2. dubna 2013 proti Tatranu Prešov (výhra 1:0), když ve 44. minutě nahradil zraněného Švengra. V létě 2013 se stal brankářem číslo jedna a se Senicí se představil ve druhém předkole Evropské ligy UEFA 2013/14 proti srbskému celku FK Mladost Podgorica, se kterým Senica po remíze 2:2 a prohře 0:1 vypadla. 21. února 2014 vyhrál anketu o nejlepšího sportovce města roku 2013 v kategorii dospělých. V březnu 2014 podepsal s vedením klubu nový kontrakt do léta 2016. 9. 11. 2014 v 17. kole první ligy porazil se senickým týmem po více než čtyřech letech v lize Slovan Bratislava, utkání skončilo vítězstvím 2:1. Na jaře 2015 došel s mužstvem až do finále slovenského poháru, v němž Senica podlehla na neutrální půdě v Bardejove celku FK AS Trenčín v penaltovém rozstřelu. Během celého svého působení za senický klub odehrál 122 ligových střetnutí, v nichž vychytal 29 čistých kont

### TJ Spartak Myjava (hostování)
V srpnu 2012 zamířil na půl roku hostovat do týmu tehdejšího nováčka nejvyšší soutěže Spartaku Myjava, kam přišel jako náhrada za tehdy zraněnou jedničku Petera Solničku. Ve Spartaku působil do konce podzimní části sezony 2012/13, během této doby si připsal v lize sedm zápasů a tři vychytané nuly.

### ŠK Slovan Bratislava

#### Sezóna 2017/18
V zimním přestupovém období ročníku 2017/18 podepsal smlouvu na tři a půl roku se Slovanem Bratislava, který o něj projevil zájem již v létě 2017. Ligovou premiéru v dresu bratislavského týmu absolvoval ve 20. kole hraném 18. 2. 2018 proti Zemplínu Michalovce (remíza 1:1), odchytal celý zápas. Své první čisté konto za Slovan zaznamenal v následujícím střetnutí, kdy "belasí" porazili v souboji o druhé místo tabulky mužstvo MŠK Žilina vysoko 6:0. 1. května 2018 nastoupil za Slovan ve finále slovenského poháru hraného v Trnavě proti celku MFK Ružomberok, "belasí" porazili svého soupeře v poměru 3:1 a obhájily tak zisk této trofeje z předešlé sezony 2016/17. Na jaře 2018 odchytal za Slovan Bratislava všech 13 ligových utkání a v pěti z nich nedostal branku.

#### Sezóna 2018/19
Se Slovanem se představil v prvních dvou předkolech Evropské ligy UEFA 2018/19 v soubojích s moldavským klubem FC Milsami Orhei (výhry 4:2 a 5:0) a týmem Balzan FC z Malty (prohra 1:2 a výhra 3:1). Ve třetím předkole nechytal a kryl záda Dominiku Greifovi, "belasí" následně vypadli po výhře 2:1 a prohře 0:4 s rakouským celkem Rapid Vídeň. Se Slovanem získal 14. 4. 2019 po výhře 3:0 nad mužstvem MŠK Žilina šest kol před koncem sezony mistrovský titul. V ročníku 2018/19 odehrál v lize čtyři střetnutí.

#### Sezóna 2019/20
Se Slovanem obhájil titul z předešlé sezony 2018/19. S "belasými" ve stejném ročníku triumfoval i ve slovenském poháru a získal tak s mužstvem „double“. Během sezony většinou byl druhým brankářem, v lize odchytal šest zápasů a v pěti z nich nedostal gól.

#### Sezóna 2020/21
V létě 2020 uzavřel s vedením nový tříletý kontrakt. V jarní části ročníku 2020/21 vybojoval se Slovanem již třetí ligový primát v řadě. Zároveň s klubem získal podruhé za sebou po výhře 2:1 po prodloužení nad celkem MŠK Žilina domácí pohár a týmu pomohl poprvé v jeho historii k obhájení doublu.

#### Sezóna 2021/22
Se Slovanem se kvalifikoval do skupinové fáze Evropské konferenční ligy UEFA 2021/22, v předkolech Evropských pohárů však nastoupil jen k jednomu střetnutí. S bratislavským mužstvem byl nalosován do základní skupiny F, v ní však nehrál, jeho spoluhráči v konfrontaci se soupeři: FC Kodaň (Dánsko) - (prohry doma 1:3 a venku 0:2), PAOK Soluň (Řecko) - (remízy venku 1:1 a doma 0:0) a stejně jako v kvalifikaci s Lincolnem Red Imps - (výhry doma 2:0 a venku 4:1) skončili na třetím místě tabulky, což na postup do jarní vyřazovací fáze nestačilo. V sezoně 2021/22 pomohl svému zaměstnavateli již ke čtvrtému titulu v řadě, což Slovan dokázal jako první v historii slovenského fotbalu.

#### Sezóna 2022/23
V ročníku 2022/23 byl dlouho zraněný a proto odchytal pouze jedno soutěžní utkání, a to v lize za rezervu tehdy působící ve druhé nejvyšší slovenské soutěži. Na jaře 2023 získal Slovan historicky pátý ligový titul v řadě. Šulla byl v jednom zápasu v lize na lavičce náhradníku a proto je držitelem tohoto primátu i on. V létě 2023 ve Slovanu skončil.

### FC Spartak Trnava
V září 2023 podepsal jako volný hráč smlouvu do konce prosince téhož roku s konkurenčním Spartakem Trnava. Za Trnavu neodchytal žádné soutěžní střetnutí a na konci roku zde skončil.

### SK Líšeň
V zimě 2023/2024 odešel do tehdy druholigového českého klubu SK Líšeň z Brna.

## Klubové statistiky
Aktuální k 7. červnu 2024
| Sezona    | Klub                      | Soutěž               | Zápasy | Góly | Nuly |
| --------- | ------------------------- | -------------------- | ------ | ---- | ---- |
| 2009/2010 | FK Senica                 | Corgoň liga          | 0      | 0    | 0    |
| 2010/2011 | FK Senica                 | Corgoň liga          | 0      | 0    | 0    |
| 2010/2011 | MFK Vrbové (host.)        | 3. liga              | –      | –    | –    |
| 2011/2012 | MFK Vrbové (host.)        | 3. liga              | –      | –    | –    |
| 2012/2013 | TJ Spartak Myjava (host.) | Corgoň liga          | 7      | 0    | 3    |
| 2012/2013 | FK Senica                 | Corgoň liga          | 2      | 0    | 2    |
| 2013/2014 | FK Senica                 | Corgoň liga          | 33     | 0    | 4    |
| 2014/2015 | FK Senica                 | Fortuna liga         | 33     | 0    | 8    |
| 2015/2016 | FK Senica                 | Fortuna liga         | 27     | 0    | 7    |
| 2016/2017 | FK Senica                 | Fortuna liga         | 27     | 0    | 8    |
| 2017/2018 | FK Senica                 | Fortuna liga         | 0      | 0    | 0    |
| 2017/2018 | ŠK Slovan Bratislava      | Fortuna liga         | 13     | 0    | 5    |
| 2018/2019 | ŠK Slovan Bratislava      | Fortuna liga         | 4      | 0    | 0    |
| 2019/2020 | ŠK Slovan Bratislava      | Fortuna liga         | 6      | 0    | 5    |
| 2020/2021 | ŠK Slovan Bratislava      | Fortuna liga         | 4      | 0    | 2    |
| 2021/2022 | ŠK Slovan Bratislava      | Fortuna liga         | 9      | 0    | 4    |
| 2022/2023 | ŠK Slovan Bratislava B    | 2. liga              | 1      | 0    | 1    |
| 2023/2024 | FC Spartak Trnava         | Niké liga            | 0      | 0    | 0    |
| 2023/2024 | SK Líšeň                  | Fortuna:Národní liga | 4      | 0    | 0    |

## Reprezentační kariéra
Michal Šulla je bývalý mládežnický reprezentant, nastupoval za U19. Figuroval i v kádru slovenského reprezentačního výběru U21 vedeného tehdy trenérem Ivanem Galádem v kvalifikaci na Mistrovství Evropy hráčů do 21 let 2013 v Izraeli, ve které se Slovensko probojovalo do baráže proti Nizozemsku. Šulla nastoupil v obou barážových zápasech, které skončily shodnými prohrami slovenského týmu 0:2.

### A-mužsto
V A-týmu Slovenska debutoval pod trenérem Jánem Kozákem v přátelském zápase hraném v Abú Zabí (Spojené arabské emiráty) 8. ledna 2017 proti reprezentaci Ugandy (prohra 1:3), odehrál první poločas. V říjnu 2018, po prohře s Českem (1:2) v utkání Ligy národů, spolu s několika spoluhráči navštívil noční klub. Vzniklý skandál odnesl hlavní trenér Ján Kozák, který rezignoval.

### Reprezentační zápasy
Zápasy Michala Šully v A-týmu slovenské reprezentace
| 2017               | 1 | 0 |
| 2018               | 2 | 0 |
| Celkem             | 3 | 0 |
| Platí k 4. 6. 2018 |   |   |